# سلستیال (کمیک)
سلستیال‌ها (به انگلیسی: Celestial) گروهی متشکل از شخصیت‌های خیالی در کتاب‌های کامیک آمریکایی منتشر شده توسط شرکت مارول کامیکس هستند. سلستیال‌ها مخلوقاتی انسان‌نما و بزرگ، فوق‌العاده قدرتمند و از کهن‌ترین نژادهای فضایی در جهان مارول کامیکس به‌شمار می‌روند. آن‌ها توسط نویسنده و طراح جک کربی خلق شده‌اند که برای اولین بار در شماره ۲ از جاودانگان (ژوئیه ۱۹۷۶) حضور پیدا کردند.
سلستیال‌ها از نژاد کیهانی باستان می‌باشند که از توانایی‌های خدا مانند خود برای آزمایش اشکال زندگی در رده‌های پایین استفاده می‌کردند. آن‌ها مدت‌ها قبل از سرآغاز اجتماع کهکشان‌ها و حتی آزگاردی‌ها حضور داشتند. آن‌ها مسئول پتانسیل بشریت برای دست‌یابی به قدرت‌های ابرانسانی و همچنین خلق نژادها و اشکال مختلف زندگی در جهان هستند، که از بین آن‌ها می‌توان به مخلوقات ایزدگونه تحت عنوان «جاودانگان» اشاره کرد. ارتفاع آن‌ها در حالت ایستاده به راحتی  بیش از ۶۱۰ متر تخمین زده شده‌است و هر سلستیال از قدرت ایزدگونه‌ای فراتر از تصور برخوردار است که توسط آن قادر به کارگیری ماده و انرژی هستند.